# Mike Muller
Mike Muller (* 18. September 1971 in Edina, Minnesota) ist ein ehemaliger US-amerikanischer Eishockeyspieler, der auf der Position des Verteidigers spielte. Er war hauptsächlich in nordamerikanischen Minor Leagues sowie in der zweit- und dritthöchsten Spielklasse in Deutschland aktiv.

## Spielerkarriere
Mike Muller begann 1990 für die University of Minnesota in der National Collegiate Athletic Association (NCAA) mit dem Eishockeyspielen. Im NHL Entry Draft 1990 war er bereits in der zweiten Runde von den Winnipeg Jets ausgewählt worden, absolvierte im Laufe seiner Karriere aber nie ein Spiel in der National Hockey League (NHL). Zur Spielzeit 1992/93 wechselte Muller nach Russland, wo er für den HK Dynamo Moskau die Schlittschuhe schnürte. Er gewann die GUS-Meisterschaft und kehrte dann in die Vereinigten Staaten zurück. Dort spielte er in der American Hockey League (AHL) ein Jahr lang für die Moncton Hawks. Die folgende Spielzeit verbrachte Muller ebenfalls in der AHL, nun ging er aber für die Springfield Falcons aufs Eis, bevor er 1995 für die Minnesota Moose in der International Hockey League (IHL) spielte. In der Saison 1996/97 absolvierte er zwei Spiele für die Grand Rapids Griffins, beendete die Spielzeit aber in der East Coast Hockey League (ECHL), wo er in den Reihen der Mississippi Sea Wolves und Baton Rouge Kingfish auflief.
Ab der Saison 1997/98 stand Muller für zwei Spielzeiten in Deutschland beim EHC Neuwied in der zweitklassigen 1. Liga auf dem Eis und gewann mit der Mannschaft 1998 die Meisterschaft. Danach wechselte er innerhalb der Liga zum Iserlohner EC, beendete die Saison jedoch bei deren Ligakonkurrent SC Bietigheim-Bissingen, für die er bis 2001 spielte. Nach einem kurzen Gastspiel bei den Rockford IceHogs aus der United Hockey League (UHL) kehrte Muller nach Neuwied zurück, um für den EHC-Nachfolgeverein SC Mittelrhein-Neuwied in der drittklassigen Oberliga zu spielen.
In der Saison 2003/04 schloss er sich dem Oberliga-Vizemeister Moskitos Essen an, bei denen er punktbester Verteidiger wurde. Die folgenden drei Spielzeiten verbrachte Muller in der Oberliga in Diensten des EV Ravensburg, mit dem er in der Saison 2006/07 den Aufstieg in die 2. Bundesliga feierte. Der Amerikaner beendete seine aktive Laufbahn 2010 in Bayern, wo er die letzten drei Spielzeiten beim EHF Passau Black Hawks in der Oberliga unter Vertrag stand.

## Trainerkarriere
Seit seinem Karriereende als Spieler arbeitete Muller als Trainer, zunächst im Nachwuchsbereich. Nach zwei Jahren beim HC Eppan in Italien kehrte er 2012 zum EV Ravensburg zurück, dort war er für Juniorenmannschaften und parallel auch als Co-Trainer für die Profimannschaft verantwortlich. Am 8. Mai 2015 gab der ESV Kaufbeuren bekannt, Muller als neuen Cheftrainer für die kommende Saison verpflichtet zu haben. Ende 2015 wurde sein Vertrag vorzeitig bis zum Ende der Saison 2016/17 verlängert. Am 16. Februar 2016 trennte sich der Verein nach einer sportlichen Talfahrt (zwei Siege und 13 Niederlagen seit dem Jahreswechsel) vom Cheftrainer Mike Muller und vom Co-Trainer Norbert Pascha. Von 2019 bis 2024 trat er als Nachwuchstrainer in den USA in Erscheinung.

## Erfolge und Auszeichnungen
- 1993 GUS-Meister mit dem HK Dynamo Moskau
- 1998 Meister der 1. Liga mit dem EHC Neuwied
- 2007 Aufstieg in die 2. Bundesliga mit dem EV Ravensburg

## Karrierestatistik
(Legende zur Spielerstatistik: Sp oder GP = absolvierte Spiele; T oder G = erzielte Tore; V oder A = erzielte Assists; Pkt oder Pts = erzielte Scorerpunkte; SM oder PIM = erhaltene Strafminuten; +/− = Plus/Minus-Bilanz; PP = erzielte Überzahltore; SH = erzielte Unterzahltore; GW = erzielte Siegtore; 1 Play-downs/Relegation; Kursiv: Statistik nicht vollständig)